# Richard Walker Bolling
Richard Walker Bolling (ur. 17 maja 1916 w Nowym Jorku, zm. 21 kwietnia 1991 w Waszyngtonie) – amerykański polityk, członek Partii Demokratycznej.

## Działalność polityczna
W okresie od 3 stycznia 1949 do 3 stycznia 1983 przez siedemnaście kadencji był przedstawicielem 5. okręgu wyborczego w stanie Missouri w Izbie Reprezentantów Stanów Zjednoczonych.